# Критический поток
Критический поток — это эффект, возникающий в сжимаемом потоке. Параметр, который становится критическим или «ограниченным», — это скорость или массовый расход.

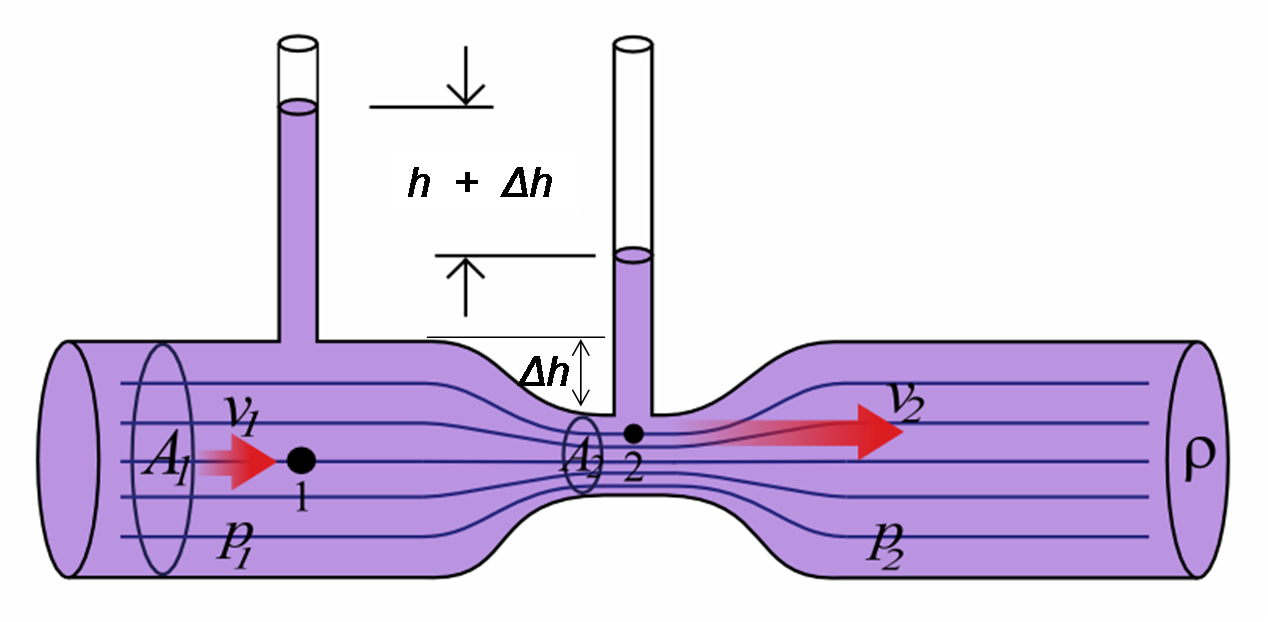
Давление в части потока 1 выше давления в части 2.

Возникновение критического потока связано с эффектом Вентури. Когда поток жидкости (в широком смысле термина «жидкость», включающем также и газообразное состояние) при данных давлении и температуре протекает через гидравлическое или аэродинамическое сопротивление, связанное с уменьшением поперечного сечения потока (такое, как, например, клапан или местное сужение трубы), в область с более низким давлением, то скорость этого потока возрастает. Если в «верхней» части потока (до его сужения) имеются дозвуковые условия, то в месте сужения скорость потока возрастает (согласно закону сохранения масс). В то же время, эффект Вентури приводит к тому, что статическое давление, а значит и плотность, в месте сужения падает. При некотором значении скорости жидкости возникают такие условия, при которых дальнейшее уменьшение давления после сужения не приводит к дальнейшему увеличению массового расхода (при неизменном давлении перед сужением). Для однородных жидкостей физическая точка, при которой возникает критический поток при адиабатных условиях, достигается тогда, когда линейная скорость потока достигает скорости звука, или иными словами, при достижении числом Маха значения 1. В критическом потоке массовый расход может возрастать в том случае, если растёт давление в верхней части потока или уменьшается температура в верхней части потока.
Рассмотрение критического потока газов важно для многих инженерных приложений, так как массовый расход не зависит от «нижнего» давления (в части потока после сужения), а только от давления и температуры в «верхней» части потока перед сужением. При критических условиях клапаны и насадки могут быть использованы для создания требуемых массовых расходов.

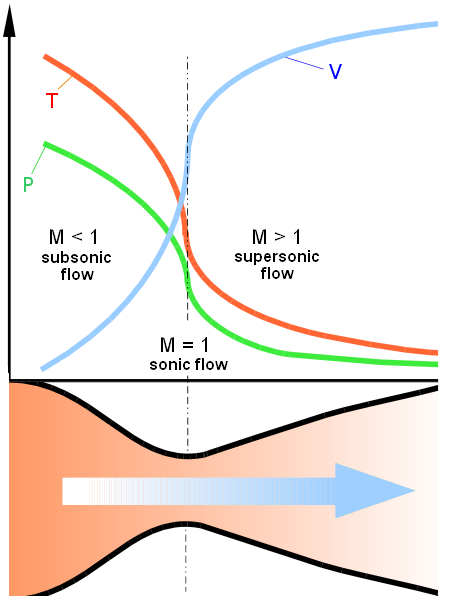
Диаграмма сопла Лаваля.